# Heikki Ylipulli
Heikki Ylipulli, född 9 juni 1965 i Rovaniemi, är en finländsk tidigare backhoppare. 

## Karriär
Heikki Ylipulli debuterade internationellt i världscupen i skidflygningsbacken Letalnica i Planica i dåvarande Jugoslavien 14 mars 1987. Han blev nummer 9 i sin första världscupdeltävling. Dagen efter blev han nummer 7 i samma backen. Ylipulli blev nummer 19 sammanlagt i världscupen säsongen 1986/1987, hans bästa i karriären. Världscupsäsongen 1987/1988 startade Heikki Ylipulli i tre världscupdeltävlingar. Han blev nummer 4 i normalbacken Miyanomori i Sapporo i Japan 19 december 1987, 4,9 poäng efter segrande landsmannen Matti Nykänen och 1,2 poäng från en plats på prispallen. På hemmaplan i Salpausselkä-backarna i Lahtis blev Heikki Ylipulli nummer 12 i normalbacken och nummer 5 i stora backen. I båda tävlingarna var han bak segrande Matti Nykänen, Jan Boklöv från Sverige och Erik Johnsen från Norge. Ylipulli blev nummer 32 sammanlagt i världscupen 1987/1988.
Heikki Ylipulli avslutade backhoppskarriären 1988.

## Övrigt
Heikki Ylipulli har efter avslutad idrottskarriär utbildat sig till fysioterapeut och varit verksam inom sjukgymnastik. Han är bror till backhopparna Raimo och Tuomo Ylipulli och utövaren i nordisk kombination, Jukka Ylipulli. Alla har deltagit i världsmästerskap och olympiska spel.